# Hangimiz Tertemiz
Hangimiz Tertemiz è l'ottavo album di Emre Altuğ, pubblicato nell'agosto 2013.

## Tracce
1. Hangimiz Tertemiz
2. Hangimiz Tertemiz (Araba Versiyonu)
3. Hangimiz Tertemiz (ft.Pit10)